# Kalendarium historii Dżibuti
Kalendarium historii Dżibuti – uporządkowany chronologicznie wykaz dat i wydarzeń z historii Dżibuti.

## Czasy najdawniejsze
- IX w. – arabscy misjonarze rozpoczęli nawracanie tubylców na islam[1]
- XIII–XIV w. – wojna pomiędzy Afarami a chrześcijańską Etiopią[1]

## Czasy kolonialne
- 1859 – początek budowy wpływów Francji[2]
- 1888 – początek budowy portu w Dżibuti[2]
- 1896 – w wyniku umowy Etiopia oddała Francji część współczesnego Dżibuti[2]
- 1947 – Dżibuti została terenem zamorskim Francji[2]
- 1967 – w wyniku referendum obywatele utrzymali stosunki z Francją[2]
- 27 czerwca 1977 – w wyniku referendum utworzono niepodległe Dżibuti. Prezydentem został Hasan Guled Aptidon[2]

## Niepodległość
- 1981 – uchwalono nową konstytucję, w wyniku której powstał system jednopartyjny[2]
- lata 80. – polityka neutralności; Dżibuti zawarło układy o przyjaźni z Etiopią, Somalią, Kenią i Sudanem[1]
- 1991 – początek wojny domowej pomiędzy rządzącymi Issami i opozycyjnymi Afarami[2]
- 1992 – w wyniku francuskiej interwencji utworzono system wielopartyjny[2]
- 1994 – koniec wojny domowej[2]
- 1999 – Aptidon zrezygnował z funkcji prezydenta[2]
- 2001 – w wyniku interwencji Francji zawarto porozumienie pomiędzy Issami i Afarami[2]
- 2003 – wybory parlamentarne wygrała koalicja Związek na rzecz Większości Prezydenckiej (UMP), utworzona przez RPP, FRUD, PND i PPSD[2]
- 2003 – Dżibuti poparło Stany Zjednoczone w interwencji w Iraku[2]